# Palmira Ventós i Cullell
Palmira Ventós i Cullell (Barcelona, 6 de febrero de 1858 - Barcelona, 11 de noviembre de 1916),  conocida también con el seudónimo de Felip Palma, fue una escritora catalana. También era actriz y pintora aficionada.   

## Biografía
Era hija de Miquel Ventós i Felipe, natural de Torroella de Montgrí, y de Maria Roser Cullell i Tous, natural de Barcelona. 
Se conoce poco de su vida, se sabe que era de familia ampurdanesa, a pesar de haber nacido y vivido siempre en Barcelona. Fue cuñada de Jaume Massó i Torrents, fundador de la revista L'Avenç y miembro fundador del Institut d'Estudis Catalans, y tía del poeta, dramaturgo y director de cine Josep Massó i Ventós.
Su aparición en el mundo literario, con el seudónimo de Felip Palma, fue con una obra narrativa de ambientación rural que presenta muchas similitudes con la de Víctor Català. Publicó la narración "La Porc" en la revista Joventut en 1902, cuando tenía cuarenta y cuatro años. Asprors de la vida, la primera recopilación de narraciones de Felip Palma, salió a la luz en 1904, en la editorial de L'Avenç. En 1907, Felip Palma publicó la novela La caiguda i tres narracions: «El suïcidi d'en Facet» en el semanario La Tralla, y «Abandonada!» y «Sola!» en Feminal, ilustradas por Modesto Urgell, su amigo y maestro. 
Sin embargo, la auténtica pasión de Ventós era el teatro. Se desconoce el año en que acabó el manuscrito de Fiesta completa, del que se hizo una representación en el Teatro Principal de Barcelona, con música de Narcisa Freixas. Se sabe, en cambio, que reescribió la obra y la convirtió en Isolats, estrenada el sábado 20 de marzo de 1909 en el teatro Romea y que se publicó el mismo año. El montaje fue dirigido por Jaume Borràs, destacando en el reparto las actrices Cazorla y Ferrer en los dos papeles principales. La autora definió la obra como un drama de familia en tres actos. La recepción crítica fue muy positiva: Roser Lacosta escribió un artículo entusiasta en Feminal con fotografías del montaje, y la revista teatral De tots colors consideró que era uno de los grandes aciertos de la temporada. Isolats es la primera obra teatral escrita por una mujer que triunfó en el circuito profesional, con el precedente de Dolors Monserdà. El tema de Isolats es la denuncia de las convenciones sociales que llevan a la hipocresía, especialmente a la institución del matrimonio. Es una obra dura, de enfrentamiento entre dos hermanas, de amor y desamor, y de mucha soledad.  El Almanaque del Diario de Barcelona para el año 1910, dijo: " El asunto es escabroso, pero está tratado tan hábilmente y con tal arranque dramático, que en las principales situaciones el espectador queda subyugado por el arte de la autora ". 
El segundo estreno de Ventós, L'enrenou del poble, se estrenó el 8 de mayo de 1909 en el Teatro Romea y se publicó en De tots colors. Esta obra, que carece de la ambición literaria de la anterior, decepcionó al público y a la crítica.  
En invierno de 1911, Ventós estrenó otra obra en el teatro Romea: La força del passat. El montaje teatral presentaba deficiencias y volvió a decepcionar al público y a la crítica. La obra no se publicó, pero Palmira Ventós la reescribió para convertirla en una novela, que quedó inacabada. La autora murió cinco años después y también dejó inacabado el drama en dos actos titulado L'onada, además de un libro de narraciones, Visions d'un paratge. Con motivo de su muerte prematura a los cincuenta y ocho años, Dolors Monserdà escribió un artículo necrológico en la revista Ofrenda en el que recuerda la fuerte impresión que le causó conocer a la autora tras el éxito del estreno de Isolats, en 1909. La describe como una mujer elegante, atractiva, llena de entusiasmo, con muchos proyectos teatrales e ilusionada por la carrera de dramaturga que acababa de empezar después de haber vencido algunas dificultades. Las otras necrológicas, que las escritoras Maria Domènech y la condesa del Castellano (seudónimo de Isabel M. del Carme Castellví Gordon) le dedicaron, la describen con una personalidad inquisidora y despierta hasta que se sumió en una enfermedad repentina. 